# Buenavista del Olivo
Buenavista del Olivo är en ort i Mexiko.   Den ligger i kommunen Ciudad del Maíz och delstaten San Luis Potosí, i den centrala delen av landet, 400 km norr om huvudstaden Mexico City. Buenavista del Olivo ligger 1 401 meter över havet och antalet invånare är 229.
Terrängen runt Buenavista del Olivo är kuperad åt sydväst, men åt nordost är den bergig. Runt Buenavista del Olivo är det glesbefolkat, med 11 invånare per kvadratkilometer. Närmaste större samhälle är El Limonal, 14,4 km öster om Buenavista del Olivo. I omgivningarna runt Buenavista del Olivo växer huvudsakligen savannskog.